# ترشيح فائق (علم وظائف الأعضاء)

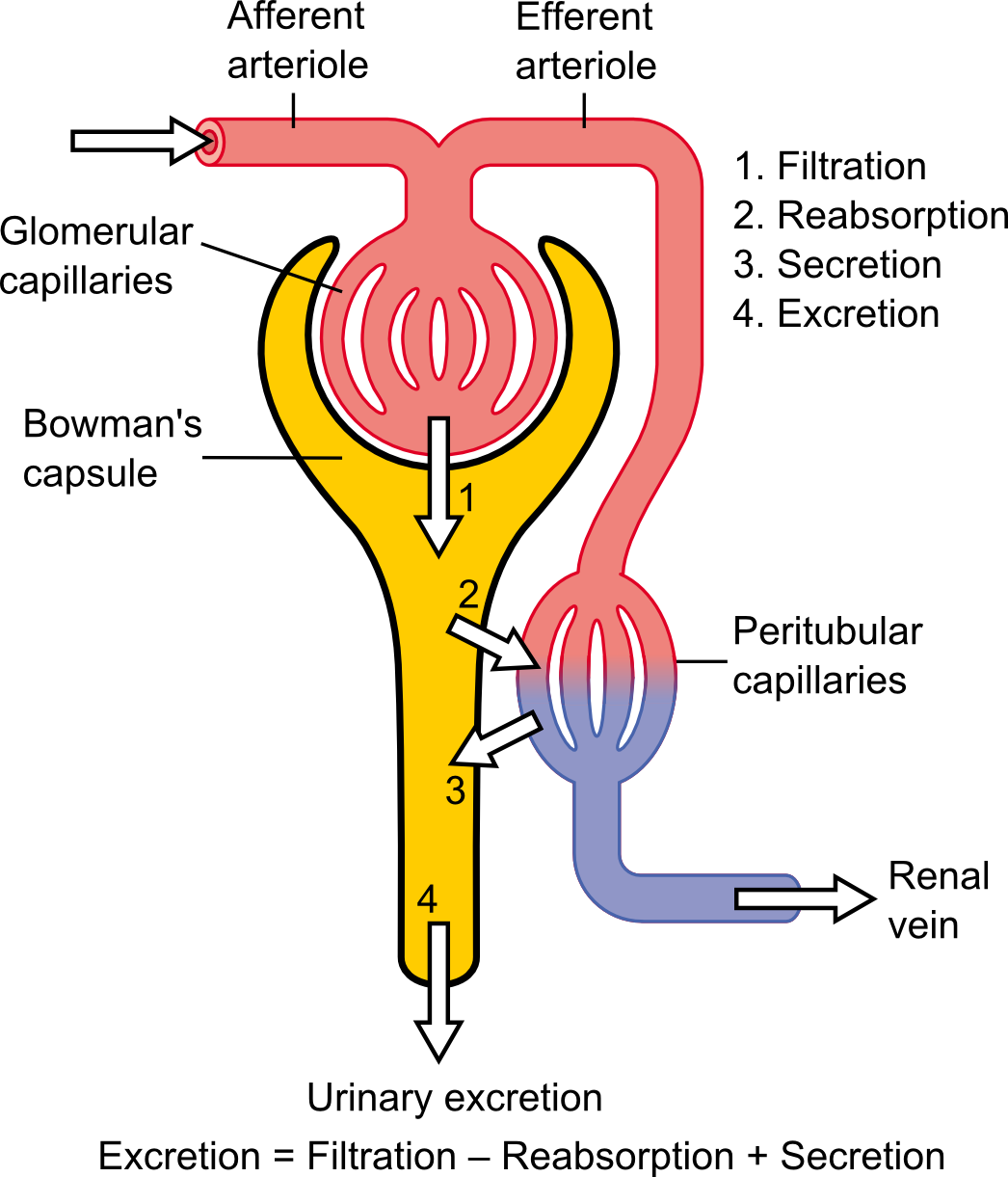
يظهر هذا الرسم التوضيحي آليات الكلى الفسيولوجية الأساسية.

في فسيولوجيا الكلية، يحدث الترشيح الفائق أو الترشيح المستدق في الحاجز بين الدم والرشاحة في محفظة بومان في الكلى. كما في الأمثلة غير الحيوية من الترشيح الفائق، يؤدي كلٌ من الضغط (في هذه الحالة ضغط الدم) وتدرجات التركيز إلى الانفصال خلال غشاء شبه منفذ (عن طريق الخلايا الرجلاء). تحتوي محفظة بومان على شبكة كثيفة من الشعيرات الدموية تسمى الكبيبة. يتدفق الدم في هذه الشعيرات الدموية من خلال يتركها من خلال الشرايين الصادرة.
يدفع ارتفاع الضغط الهيدروليكي الجزيئات الصغيرة في السوائل الأنبوبية مثل الماء، السكر، الأحماض الأمينية، كلوريد الصوديوم واليوريا من خلال مصفاة، بداية من الدم في المحفظة الكبيبية عبر الغشاء القاعدي من محفظة بومان إلى الأنابيب الكلوية. تسمى هذه العملية عملية الترشيح الفائق أو الترشيح المستدق، السائل الناتج يكون خالي تقريبا من البروتينات الكبيرة وخلايا الدم، ويشار إليه باسم الرشاحة الكبيبية، أو الرشاحة المستدقة. التعديل الإضافي للرشاحة المستدقة بعد ذلك، من خلال إعادة الامتصاص والإفراز يحولها إلى بول.
الضغط الكبيبي هو حوالي 75 تور (10 كيلو باسكال). ويواجهه ضغط اسموزي (30 مم زئبق، 4.0 كيلو باسكال) وضغط هيدروستاتيكي (20 مم زئبق، 2.7 كيلو باسكال) من المواد المذابة الموجودة في المحفظة. هذا الفرق في الضغط يسمى «الضغط الفَعّال» (25 مم زئبق، 3.3 كيلو باسكال).
في الديال الدموي، يتم الترشيح الفائق على آلات غسيل الكلى عندما يكون الضغط الوريدي أكبر من الضغط عبر الغشائي (TMP). يُنظِّف ذلك الدم كله مع الحفاظ على خلايا الدم سليمة.

## الانتقائية
تقوم هياكل طبقات الكبيبة بتحديد نفاذيتها الانتقائية (permselectivity). على سبيل المثال تمر الأيونات الصغيرة مثل الصوديوم والبوتاسيوم بحرية، في حين أن بروتينات البلازما الأكبر مثل رباعيات الهيموجلوبين ومُعَقَّدُ الهيموغْلوبين والهابْتوغْلوبين والألبيومين عمليا ليس لها أي نفاذية. أيضا الجزيئات سالبة الشحنة سوف تمر أقل بكثير من موجبة الشحنة.

## الترشيح الفائق البطئ المستمر
الترشيح الفائق البطئ المستمر (SCUF) هو طريقة اصطناعية تحاكي الترشيح الفائق في الكلى. SCUF هو علاج مستمر بالبدائل الكلوية (CRRT) يستخدم عادة لإزالة السائل من المرضى الذين يعانون من الفشل الكلوي الحاد الذي يسبِّب زيادة السوائل. خلال SCUF تتم إزالة الدم من الجسم ويتم تمريره عن طريق دائرة خارج الجسم من خلال مرشح الدم وتتم إزالة نسبة محددة مسبقا من ماء البلازما بناء على وصفة طبية. عادة لا تتم إزالة ما يزيد عن 2 لتر من السائل. تتم إعادة الدم المتبقي إلى المريض. على عكس غسيل الكلى، وترشيح الدم، لا يتم استخدام ديالة أو سوائل بديلة في الترشيح الفائق البطئ المستمر.